# 関口時正
関口 時正（せきぐち ときまさ、1951年12月 - ）は、日本の文学者、翻訳家。
専門は、ポーランド文学・文化論、比較文学。
東京外国語大学名誉教授。「ポーランド文学古典叢書」の主要な訳者のひとり。

## 略歴
- 1970年3月　東京教育大学附属高等学校（現・筑波大学附属高等学校）卒業
- 1974年3月　東京大学文学部仏語仏文学科卒業
- 1974年10月 - 1976年9月　ヤギェウォ大学（ポーランド、クラクフ）に留学（ポーランド政府給費奨学生）
- 1979年3月　東京大学大学院人文科学研究科比較文学比較文化専修修士課程修了
- 1979年4月　東京工業大学人文社会群助手
- 1981年12月 - 1982年3月　米国イェール大学日本学科・スラブ学科客員研究員
- 1982年4月　熊本大学文学部講師
- 1984年4月　東京工業大学人文社会群助教授
- 1986年10月 - 1987年6月　ワルシャワ大学日本学科客員教授
- 1992年4月　東京外国語大学外国語学部助教授
- 2000年4月　「世界ポーランド語ポーランド文化教育者連盟BRISTOL」副会長（2004年まで）
- 2001年4月　東京外国語大学教授
- 2009年4月　東京外国語大学総合国際学研究院（言語文化部門・文化研究系）教授（大学院重点化による所属変更）
- 2013年3月　東京外国語大学を定年退職し名誉教授
- 2018年2月 ボレスワフ・プルス『人形』訳で第69回読売文学賞受賞

### 受賞・受章
- 1981年　ポーランド共和国文化大臣より《ポーランド文化功労章》受章
- 2007年　《ポーランド外務大臣表彰》
- 2009年 　ポーランド共和国大統領より《ポーランド共和国功労勲章オフィツェルスキ十字勲章》受章
- 2015年　ポーランド共和国文化・国家遺産大臣より《文化功労章グロリア・アルティス》銀メダル受章
- 2018年　『人形』（ボレスワフ・プルス作）で第69回読売文学賞および第4回日本翻訳大賞
- 2018年　《ポーランド舞台藝術作家・作曲家連盟ZAiKS賞》受賞（ポーランド文学の日本語翻訳におけるすぐれた功績に対して）
- 2019年　ポーランド《フリデリク・ショパン協会賞》受賞（フリデリク・ショパンの作品と人物を世に紹介普及した優れた功績に対して）
- 2020年　ポーランド共和国大統領より《ポーランド共和国功労勲章コマンドルスキ十字勲章》受章
- 2021年　《トランスアトランティック賞》受賞（国外におけるポーランド文学の素晴らしいアンバサダーに対してThe Polish Book Institute (Instytut Książki)から贈られる最高賞）
- 2021年　ポーランド科学アカデミー国語審議会の推挙にもとづき、ポーランド共和国上院議長より「在外ポーランド語大使(Ambasador Polszczyzny poza Granicami Kraju)」の名誉称号授与。

## 著書
- 『ポーランドと他者』（みすず書房） 2014
- "Eseje nie całkiem polskie"  Universitas（クラクフ） 2016
- 『ミコワイ・レイ氏の鏡と動物園』（編訳著、未知谷、ポーランド文学古典叢書9） 2021
- 『若きポーランド 手がかり』（未知谷） 2025

### 共編著
- 『白水社ポーランド語辞典』（石井哲士朗,木村彰一,工藤幸雄,小原雅俊,塚本桂子,吉上昭三共編、白水社） 1981
- 『ポーランド文学の贈りもの』（編、恒文社） 1990
- 『チェスワフ・ミウォシュ詩集』（沼野充義共編、成文社） 2011
- 『ポーランド声楽曲選集 第1巻 ショパン歌曲集』（訳詞と解説、小早川朗子、寺門祐子解説、ハンナ）2014
- 『ポーランド声楽曲選集 第2巻 ポーランドのクリスマス聖歌 12のコレンダ』（小早川朗子共編、ハンナ）2015
- 『ポーランド声楽曲選集 第5巻 シマノフスキ歌曲選集 I 』（重川真紀、小早川朗子共著・編集、ハンナ）2018
- 『ポーランド声楽曲選集 第6巻 ポーランド語《詩篇》のための音楽』（ミコワイ・ゴムウカ (著), 黄木千寿子、小早川朗子共編、ハンナ）2020
- 『ポーランド声楽曲選集　第7巻　シマノフスキ歌曲選集Ⅱ』（重川真紀、小早川朗子共著、ハンナ）2022

## 翻訳
- 『尼僧ヨアンナ』（イヴァシュキェヴィッチ、吉上昭三共訳、学習研究社、世界文学全集） 1978
  - 『尼僧ヨアンナ』（イヴァシュキェヴィッチ、岩波文庫） 1997 - 改訳版
- 『遥かな世界 果しなき海』（ダルコ・スーヴィン編、深見弾共訳、早川書房、海外SFノヴェルズ） 1979
- 『我が芸術 = 旅 = 我が人生』（タデウシュ・カントル、セゾン美術館） 1994
- 『私の物語』（ヤン・コット、みすず書房） 1994
- 『決定版 ショパンの生涯』（バルバラ・スモレンスカ=ジェリンスカ、音楽の友社） 2001
- 『ポーランド文学史』（チェスワフ・ミウォシュ、未知谷 2006）
西成彦,沼野充義,長谷見一雄,森安達也共訳
- 「ショパン全書簡」（岩波書店）、訳者代表（重川真紀,平岩理恵,西田論子,木原槙子共訳）
ゾフィア・ヘルマン,ズビグニェフ・スコヴロン,ハンナ・ヴルブレフスカ=ストラウス編、
『ショパン全書簡 1816～1831年 ポーランド時代』 2012
『ショパン全書簡 1831～1835年 パリ時代 上』 2019
『ショパン全書簡 1831～1835年 パリ時代 下』 2020
- 『挽歌』（ヤン・コハノフスキ、未知谷、ポーランド文学古典叢書1） 2013
- 『バラードとロマンス』（アダム・ミツキェーヴィチ、未知谷、ポーランド文学古典叢書3） 2014
- 『ディブック / ブルグント公女イヴォナ』（S・アン＝スキ / ヴィトルト・ゴンブローヴィチ、西成彦編、未知谷、ポーランド文学古典叢書5） 2015 -「ディブック」は赤尾光春訳
- 『ヴィトカツィの戯曲四篇』（スタニスワフ・イグナツィ・ヴィトキェーヴィチ、未知谷、ポーランド文学古典叢書6） 2015
- 『短篇ベスト10』（スタニスワフ・レム、国書刊行会、レム・コレクション 2015）

沼野充義,久山宏一,芝田文乃と共訳
- 『主の変容病院 / 挑発』（スタニスワフ・レム、国書刊行会、レム・コレクション）2017
- 『人形』（ボレスワフ・プルス、未知谷、ポーランド文学古典叢書7） 2017
- 『祖霊祭 ヴィリニュス篇』（アダム・ミツキェーヴィチ、未知谷、ポーランド文学古典叢書8） 2018
- 『インヴィンシブル』（スタニスワフ・レム、国書刊行会、レム・コレクション第2期） 2021
- 『歌とフラシュキ』（ヤン・コハノフスキ、未知谷、ポーランド文学古典叢書10）2022
- 『ヘルベルト詩集』（ズビグニェフ・ヘルベルト、編訳、未知谷）2024
- 『ショパン　その足跡をたどる第一歩』（ヤクプ・プハルスキ、全音楽譜出版社）2025
- 『アンヘッリ』（ユリウシュ・スウォヴァツキ、未知谷、ポーランド文学古典叢書13）2025